# Otmanov vis
Otmanov vis este o arie protejată (sit de importanță comunitară — SCI) din Croația întinsă pe o suprafață de 26,08 ha, integral pe uscat.

## Localizare
Centrul sitului Otmanov vis este situat la coordonatele 45°25′20″N 17°56′58″E / 45.422228°N 17.949494°E.

## Înființare
Situl Otmanov vis a fost declarat sit de importanță comunitară în septembrie 2019 pentru a proteja un număr necunoscut de specii din flora spontană și fauna sălbatică aflate în arealul zonei.

## Biodiversitate
Situată în ecoregiunea continentală, aria protejată conține 1 habitat natural: Păduri panonice-balcanice de stejar turcesc - stejar sesil.
La baza desemnării sitului se află un număr nedeclarat de specii protejate.